# 日本基督教団金城教会

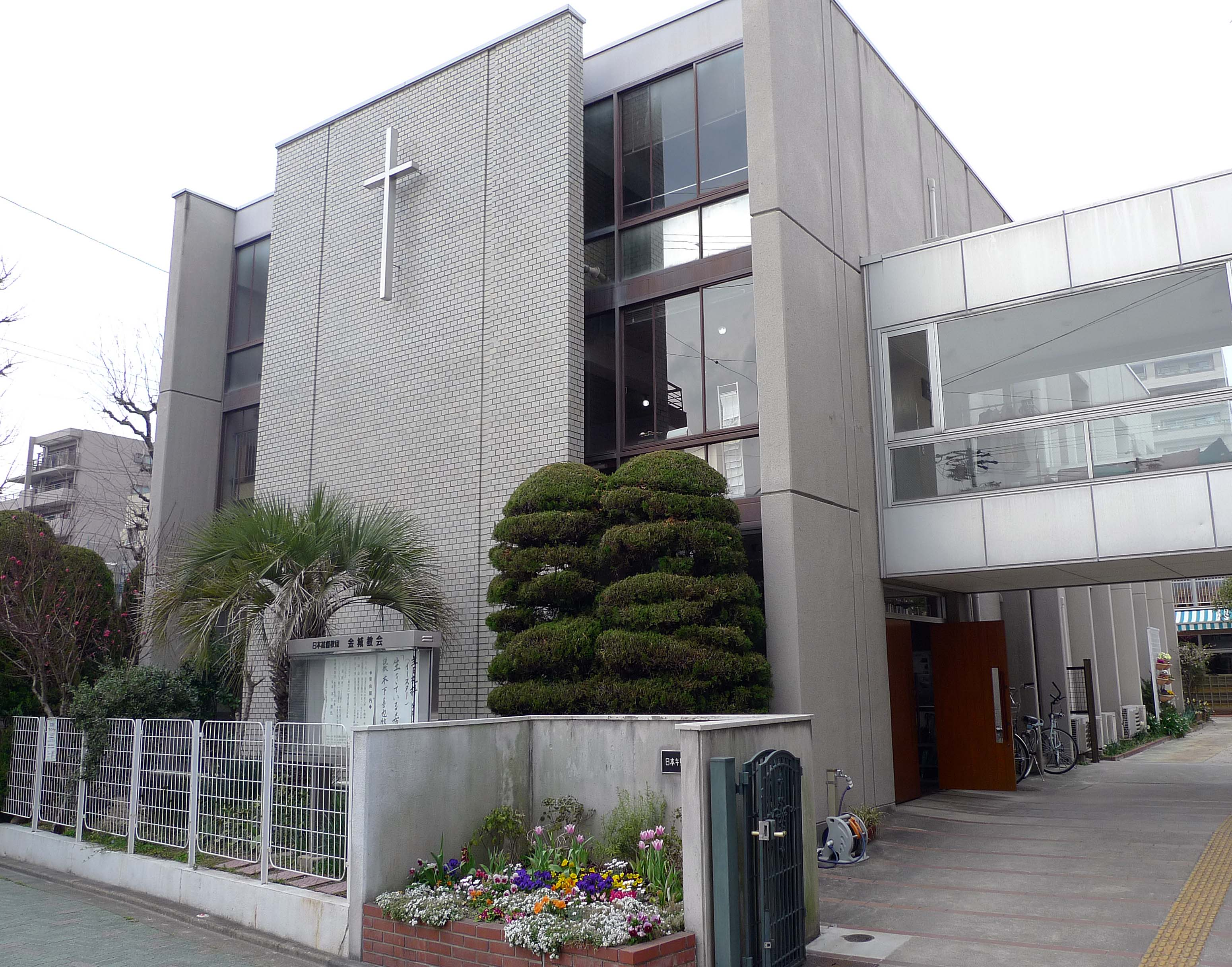
日本基督教団金城教会

日本基督教団 金城教会（にほんきりすときょうだん きんじょうきょうかい）は、愛知県名古屋市東区に本拠を置くプロテスタント教会（長老派）。

## 沿革
1893年（明治26年）1月1日、米国南長老教会ミッションの宣教師C.K.カミングによって日本基督相生町講義所として設立された。当初の伝道は、説教会（伝道会）、英語聖書学校、安息日学校などによって聴衆や小児を集めていた。1898年（明治31年）、浪華中会においてミッションの管轄から中会直轄講義所になり、R.E.マカルピン宣教師が最初の中会管轄委員に任命される。
1903年（明治36年）、借家年限が切れ翌年の春、飯田町に転宅する。町名に従って日本基督飯田町講義所に改称する。1906年（明治39年）、現在地の代官町に会堂敷地を購入し、第19回日本基督教会大会の「独立決議」に基づき日本基督金城伝道教会（中会では金城講義所）と改称する。1908年（明治41年）、会堂献堂式挙行し翌年、教会決議に基づき自給独立教会として教会建設式を挙行する。その間、R.E.マカルピン宣教師の多年に渡る働きと援助があった。
1911年（明治44年）、初代松本顕治牧師を招聘。1913年（大正2年）、松本顕治牧師辞任と同時に再び伝道教会となる。
1916年（大正5年）、教師樋田豊治就任。1922年（大正11年）、教会（自給）建設式が行われ、総会決議に基づき樋田豊治を牧師として招聘する。1924年（大正13年）、教会機関紙「ひまわり」を創刊。
1938年（昭和13年）、明星幼稚園が南長老教会ミッションから当教会に移管される。1941年（昭和16年）、日本基督教団が設立されたことから日本基督教団金城教会と改称。
1947年（昭和25年）、戦後初めての教会総会が戦災を免れた教会堂で開かれる。
日本基督教団初代統理、富田満師（幼名徳丸）は、1900年（明治33年）に相生町講義所（現金城教会）でR.E.マカルピン宣教師から受洗している。

## 集会
- 9時礼拝 - 日曜日：午前9:00 ～ 10:00
- 朝礼拝 - 日曜日：午前10:30 ～ 11:50
- 夕礼拝 - 日曜日：午後7:00 ～ 8:00
- こどもの教会 - 日曜日：午前9:00 ～ 10:00
- 聖書研究祈祷会 - 水曜日：午前7:00 ～ 7:30、午前10:30 ～ 11:30、午後7:30 ～ 8:30

## パイプオルガン

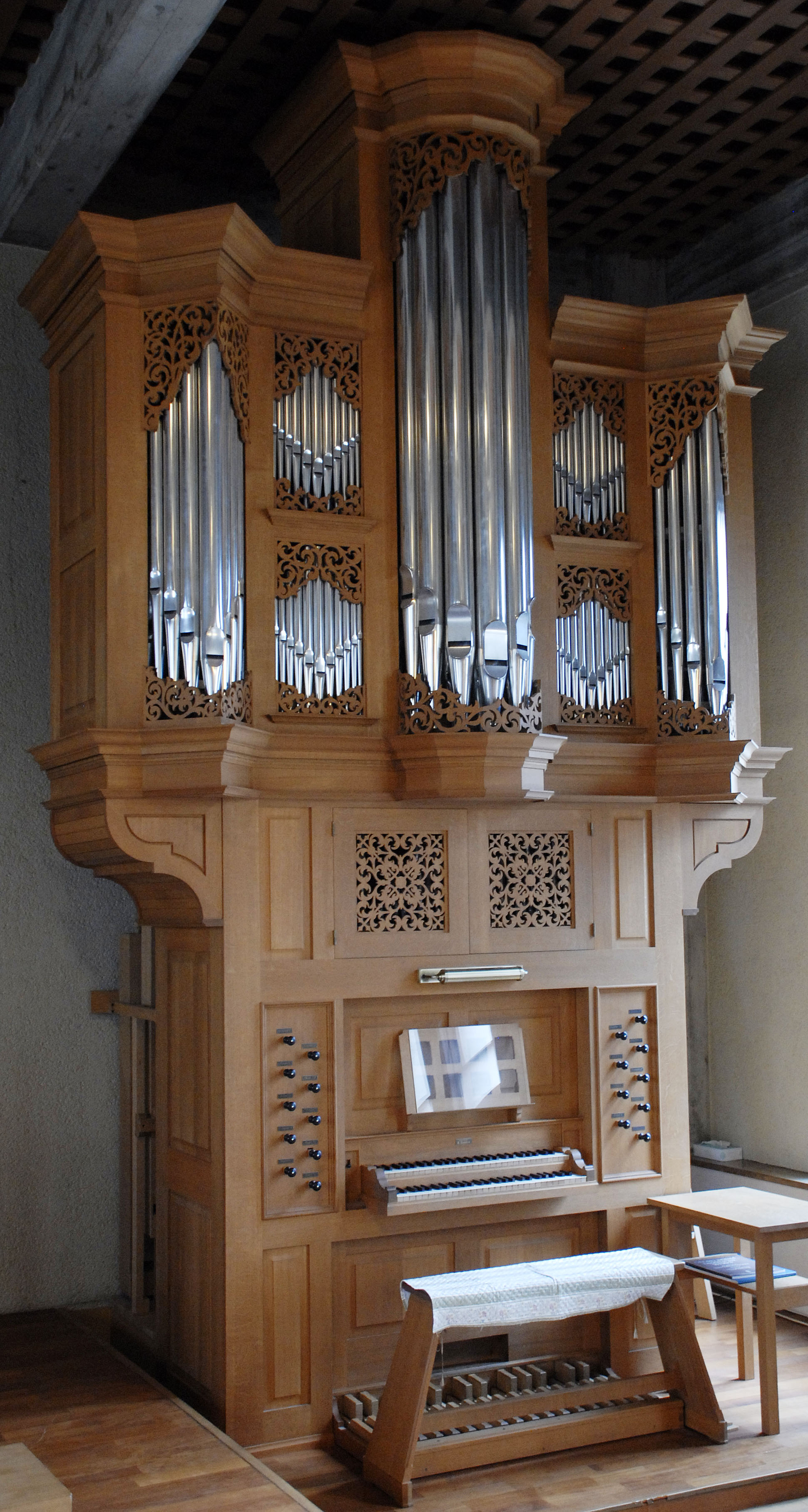
パイプオルガン

### 楽器沿革
2003年（平成15年）4月 - 草刈オルガンにより会堂に設置。

### 仕様
| Mannual I（Hauptwerk）   | Mannual II（Burstwerk） |
| ------------------------ | ----------------------- |
| 1) Principal 8’ (C-E:#2) | 8) Gedackt 8’ (Wood)    |
| 2) Rohrflöte 8’          | 9) Rohrflöte 4’         |
| 3) Octave 4’             | 10) Waldflöte 2’        |
| 4) Nasat 3’              | 11) Quinte 1⅓’          |
| 5) Octave 2’             | 12) Krummhorn 8’        |
| 6) MixtureⅢ              |                         |
| 7) Trompete 8’           |                         |

| Pedal                  |
| ---------------------- |
| 13) Subbass 16’ (Wood) |
| 14) Octave 4’ (HW)     |
| 15) Trompete 8’ (HW)   |

| Tremulant               |
| ----------------------- |
| Couplers: Ⅱ/Ⅰ, Ⅰ/P, Ⅱ/P |

## リード・オルガン

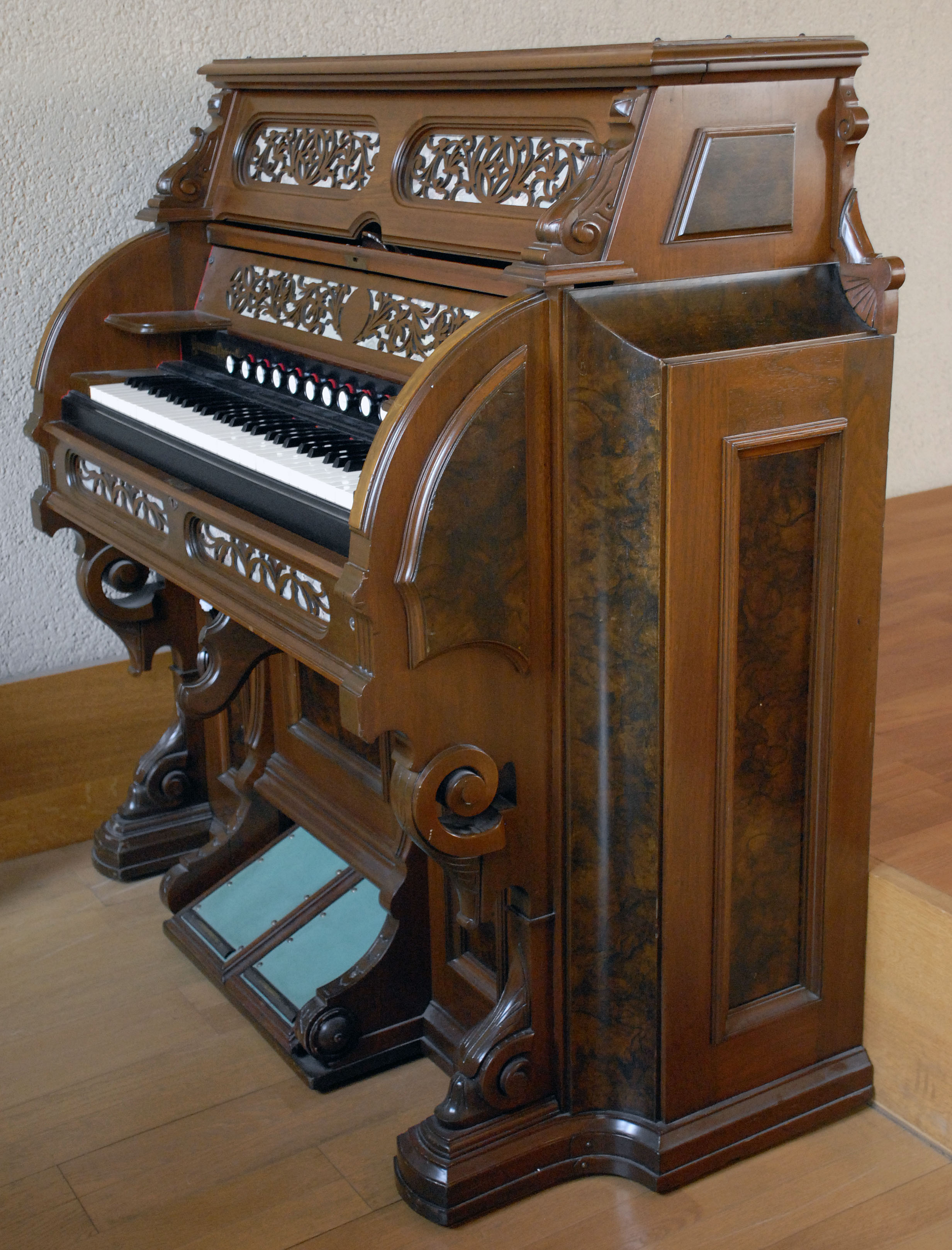
リードオルガン

### 楽器沿革
2000年（平成12年）3月 - 山口典次（山口リード・オルガン工房）により修復。
日本国内では唯一のドミニオン・オルガン社のリード・オルガン。

### 仕様
- Dominion Organ Co. （カナダ） No.13127 1873年～1879年頃製造
- 61鍵 10ストップ

## 歴代牧師・宣教師・伝道者

### 草創期
- 宣教師 C. K. カミング、1893年（明治26年）～
- 濱田卓通（はまだたくみつ）、1893年（明治26年）短期間在任
- 吉川逸之助（きっかわいつのすけ）、1893年（明治26年）～1895年（明治28年）
- 白井胤禄（しらいたねろく）、1895年（明治28年）～1896年（明治29年）
- 多田晋（ただすすむ）、1896年（明治29年）～1899年（明治32年）
- 宣教師 R. E. マカルピン、1898年（明治31年）～
- 笹倉弥吉（ささくらやきち）、1899年（明治32年）～1901年（明治34年）
- 池田勤之助,1900年（明治34年）、短期間在任
- 外村義郎（とのむらよしろう）、1900年（明治34年）、短期間在任
- 初代松本顯治牧師

## 所在地
- 〒461-0002：愛知県名古屋市東区代官町22-12北緯35度10分37.1秒 東経136度55分23秒 / 北緯35.176972度 東経136.92306度座標: 北緯35度10分37.1秒 東経136度55分23秒 / 北緯35.176972度 東経136.92306度

## 交通アクセス
- 名古屋市営地下鉄桜通線 車道駅下車、徒歩で約10分。
- 名古屋市営地下鉄東山線 新栄町駅下車、徒歩で約10分。

## 関連団体
- 明星幼稚園